# Svetišče Džalaludina Bukharija
Svetišče Džalaludina Bukharija (urdujsko مقبرہ جلال الدین بخاری‎) je svetišče Džalaludina Surkh-Poša Bukharija. Stoji v kraju Uč Šarifa v današnjem Pandžabu v Pakistanu. Je eden od petih spomenikov v Uču v Pakistanu, ki so na poskusnem seznamu Unescove svetovne dediščine.

## Smrt
Leta 1244 se je Bukhari preselil v Uč in ustanovil versko šolo. Umrl je okoli leta 1290 n. št. in bil pokopan v majhnem mestu blizu Uča. Potem ko so njegovo grobnico poškodovale poplavne vode reke Ghagar-Hakra, so Bukharijeve posmrtne ostanke pokopali v Katalu. Leta 1027 po hidžri je Sajada Našin Makhdom Hamid, sin Mohameda Nasir-u-Dina, preselil Buharijeve ostanke na njihovo sedanjo lokacijo v Uču in nad njimi postavil stavbo. Leta 1670 n. št. je grobnico prenovil Navab iz Bahavalpurja, Bahaval Kan II. Grobnica je v neposredni bližini pokopališča Uč. Stoji na rtu s pogledom na ravnice in puščavo onstran. Na eni strani grobnice je mošeja, okrašena z modrimi ploščicami. Pred grobnico je bazen. Izrezljana lesena vrata vodijo v prostor, v katerem je Buharijeva krsta. UNESCO opisuje območje:
Grobnica, zgrajena iz opeke, meri 18 krat 24 metrov in njeni izrezljani leseni stebri podpirajo ravno streho ter je okrašena z glaziranimi ploščicami v cvetličnih in geometrijskih motivih. Strop je poslikan s cvetličnimi vzorci v laku, tla pa so prekrita z grobovi svetnika in njegovih sorodnikov, notranja pregrada pa zagotavlja purdah za njegove ženske. Mošeja je sestavljena iz dvorane, ki meri 20 metrov krat 11 metrov, z 18 lesenimi stebri, ki podpirajo ravno streho. Zgrajena je bila iz rezane in obdelane opeke ter dodatno okrašena, znotraj in zunaj, z emajliranimi ploščicami v cvetličnih in geometrijskih motivih.

## MelaUč Šarifa
Mela Uč Šarifa je enotedenski mela (ljudski festival), ki poteka v 10.–12. Zilhaju. Ljudje iz južnega Pandžaba pridejo počastit Buharijevo vlogo pri širjenju islama. Udeleženci obiščejo Buharijev grob in opravijo petkove molitve v lokalni mošeji, ki so jo zgradili Abasidi. Mela obeležuje kongregacijo sufijskih svetnikov, povezanih z Buharijem. Usklajen je s hindujskim koledarskim mesecem čaitra.

## Financiranje ZDA
V okviru sklada Ambassadors for Cultural Preservation (2001 – 2011) je bilo za svetišče dodeljenih 50.035 $.